# Giorgio Michelini
Giorgio Michelini (Genova, 18 gennaio 1917 – Genova, 20 gennaio 2012) è stato un calciatore italiano, di ruolo centrocampista.

## Carriera
Mediano, giocò due stagioni, per complessive 24 presenze e 2 reti in Serie A con la maglia del Genova 1893, esordendovi l'8 maggio 1940 nella trasferta persa dai rossoblu contro il Novara.
Ha inoltre disputato 6 campionati di Serie B con le maglie di Spezia, Fiorentina (in prestito dal Genova), Brescia e Cremonese, per complessive 133 presenze e 9 reti far i cadetti, vincendo il campionato con la Fiorentina nella stagione 1938-1939.
È morto a Genova il 20 gennaio 2012 all'età di 95 anni.
I funerali si sono svolti nella Chiesa di Nostra Signora Assunta e Santa Zita a Genova.

## Palmarès
- Campionato italiano di Serie B: 1

Fiorentina: 1938-1939